# Grünähriger Amarant
Der Grünährige Amarant (Amaranthus powellii) ist eine Pflanzenart aus der Gattung Amarant (Amaranthus) innerhalb der Familie der Fuchsschwanzgewächse (Amaranthaceae).

## Beschreibung

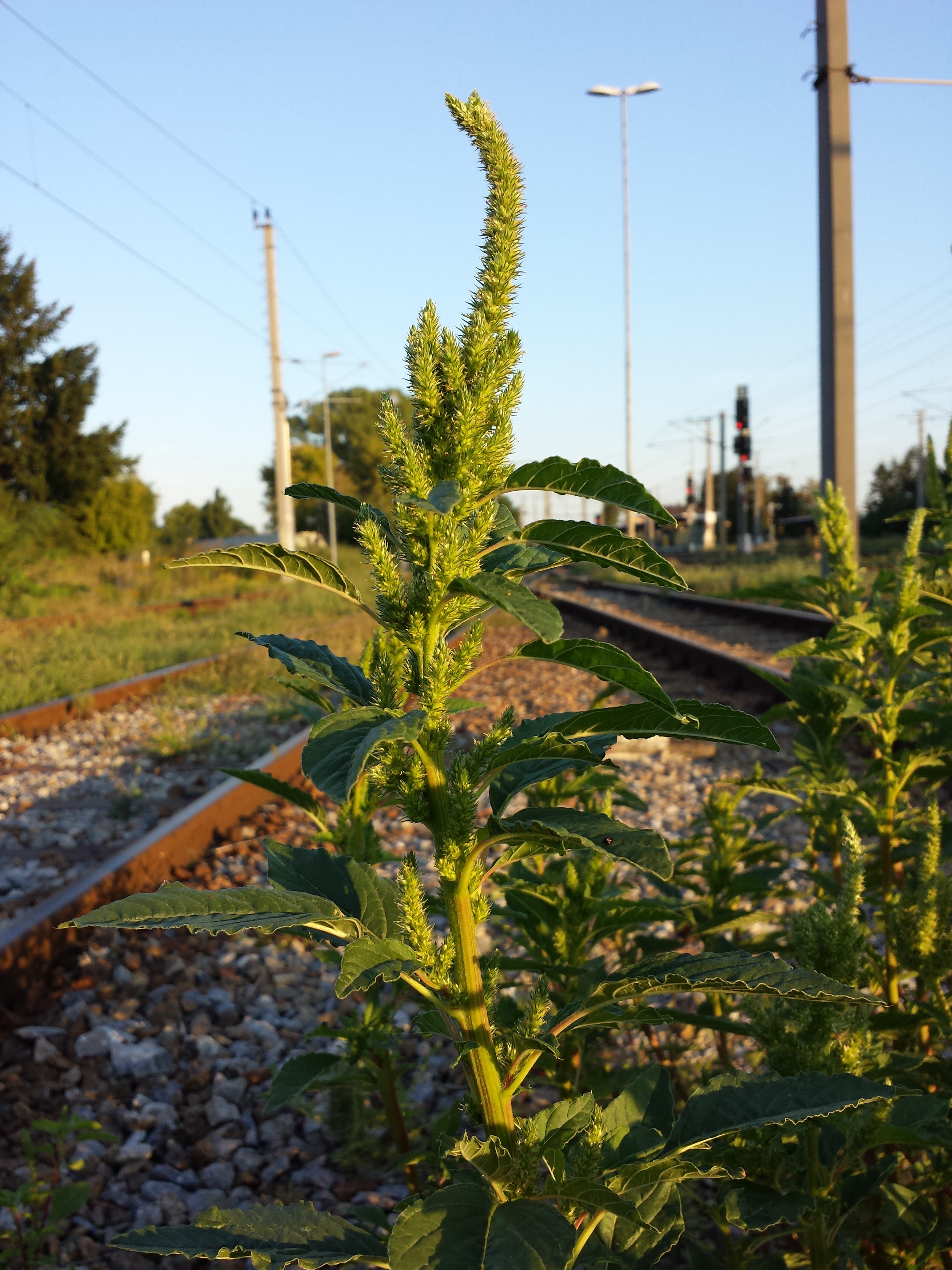
Amaranthus powellii subsp. powellii: Blütenstand

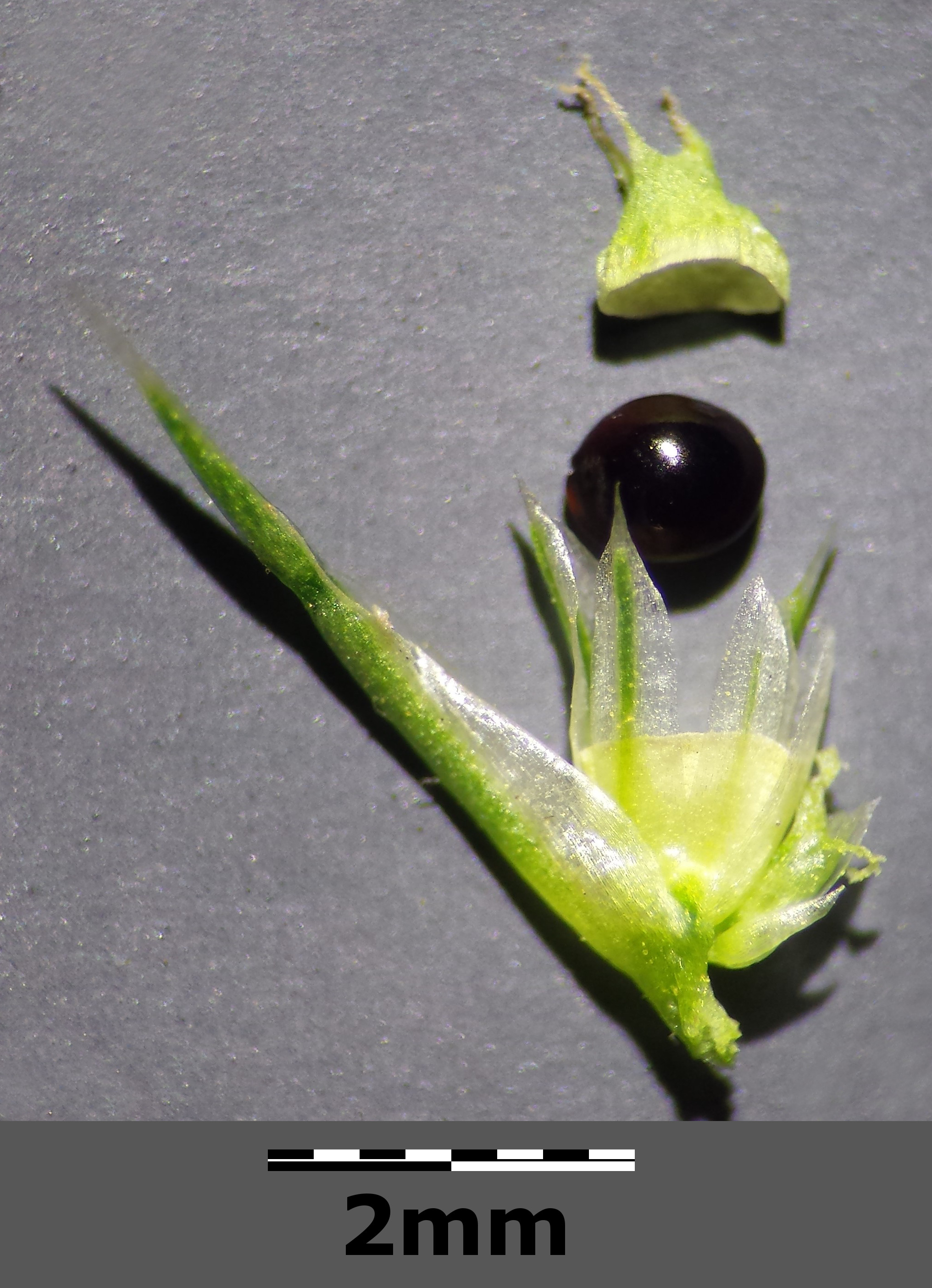
Amaranthus powellii subsp. powellii: Geöffnete Deckelkapsel mit Same und Vorblatt (links). Die Perigonblätter sind lanzettlich, derbhäutig bis vorblattartig und oft untereinander verschieden.

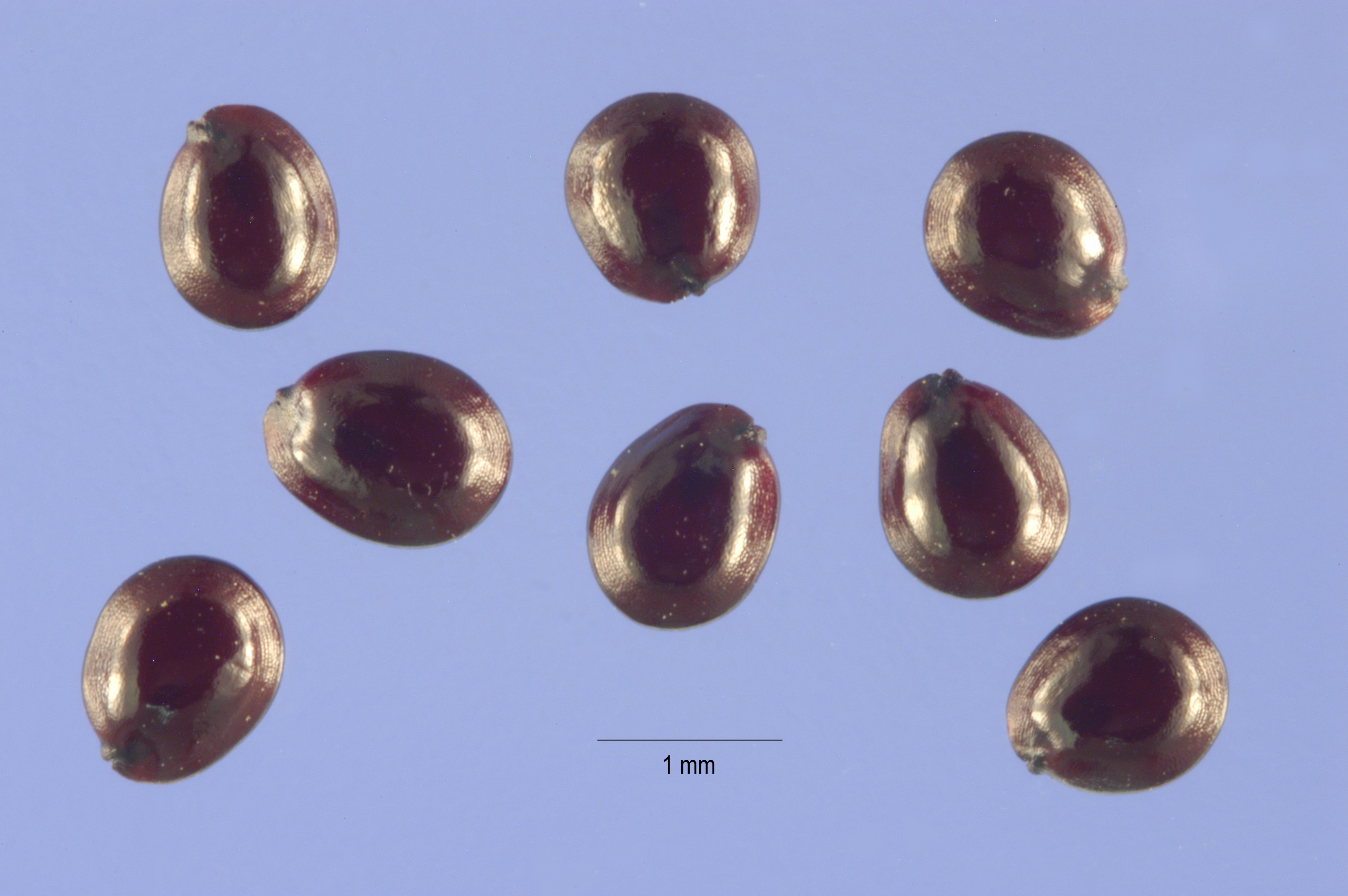
Samen

### Vegetative Merkmale
Der Grünährige Amarant ist eine einjährige krautige Pflanze und erreicht Wuchshöhen von 20 bis 150 Zentimetern. Der verzweigte Stängel ist unterhalb des Blütenstandes fast kahl und grün. Die Laubblätter sind in langen Blattstiel und -spreite gegliedert. Die Blattspreite ist bei einer Länge von bis zu 20 Zentimetern rhombisch-eiförmig.

### Generative Merkmale
Die Blütezeit reicht von Juli bis September. Der Gesamtblütenstand ist grün, nicht sehr dicht, die seitlichen Scheinähren sind oft aufrecht bis aufrecht abstehend und viel kürzer als die endständige Scheinähre. Die längeren Vorblätter der weiblichen Blüten sind 5 bis 8 Millimeter lang und haben eine lange Stachelspitze.
Die Blüten sind eingeschlechtig. Die Blütenhüllblätter sind 2 bis 4 Millimeter lang. Die männlichen Blüten sind meist fünfzählig. Die Zipfel der Blütenhülle sind mehr oder weniger länglich-lanzettlich mit fein zugespitztem oberen Ende. Die Blütenhüllblätter der weiblichen Blüten sind schmal-eiförmig oder länglich bis schmal-spatelförmig.
Die Frucht ist breit- oder rhombisch-elliptisch und abgeflacht. Die Deckelkapselfrucht reißt bei Reife quer auf. Der Deckel ist etwas längsrunzelig, kurz dreispitzig oder dreizähnig. Die Samen sind meist schwarz und haben einen Durchmesser von 1 Millimeter.
Die Chromosomenzahl ist 2n = 32.

## Ökologie
Ein Exemplar entwickelt manchmal 42000 Samen. 

## Vorkommen
Der Grünährige Amarant ist ursprünglich in der Neotropis verbreitet. Er ist in den wärmeren Gebieten weltweit ein Neophyt. In Europa erstreckt sich sein Verbreitungsgebiet nordwärts nur bis Norddeutschland und Polen. In den Alpen steigt er bis in Höhenlagen über 1000 Meter auf.
Der Grünährige Amarant gedeiht in Mitteleuropa auf sommertrockenen bis mäßig trockenen, nährstoffreichen, humosen oder rohen Böden aller Typen. Er ist überregional eine Charakterart der Klasse Chenopodietea und kommt besonders in Pflanzengesellschaften der Ordnungen Sisymbrietalia oder Polygono-Chenopodietalia vor, aber auch in denen der Klasse Bidentetea. Die ökologischen Zeigerwerte nach Landolt et al. 2010 sind in der Schweiz: Feuchtezahl F = 2+w (frisch aber mäßig wechselnd), Lichtzahl L = 4 (hell), Reaktionszahl R = 4 (neutral bis basisch), Temperaturzahl T = 4+ (warm-kollin), Nährstoffzahl N = 4 (nährstoffreich), Kontinentalitätszahl K = 2 (subozeanisch).

## Systematik
Die ersten Samen wurden von einem Colonel Powell aus Arizona an Watson geschickt. Die Erstbeschreibung von Amaranthus powellii erfolgte 1875 durch Sereno Watson in Proceedings of the American Academy of Arts and Sciences, Band 10, Seite 347. Synonyme für Amaranthus powellii S.Watson sind Amaranthus chlorostachys auct. oder Amaranthus hybridus auct.
Je nach Autor gibt es zwei Unterartenden:
- Amaranthus powellii S.Watson subsp. powellii: Sie kommt ursprünglich in den Vereinigten Staaten, in Mexiko, Bolivien, Peru und Chile vor und ist in Afrika, Eurasien, Australien und Neuseeland ein Neophyt.[4]
- Amaranthus powellii subsp. bouchonii (Thell.) Costea & Carretero (Syn.: Amaranthus bouchonii Thell.): Sie kommt in Europa und in Nordamerika vor.[4] Sie wird oft als eigene Art Amaranthus bouchonii Thell. angesehen.[5]